# Saint-Saulve
Saint-Saulve ist eine französische Stadt mit 11.121 Einwohnern (Stand: 1. Januar 2022) im Département Nord in der Region Hauts-de-France. Sie gehört zum Arrondissement Valenciennes und zum Kanton Valenciennes.

## Geografie
Die Stadt Saint-Saulve ist eine westliche Vorstadt von Valenciennes. Sie liegt im nordfranzösischen Kohlerevier an der Schelde (franz.: Escaut). Umgeben wird sie von den  Nachbargemeinden, Onnaing im Nordosten, Estreux im Südosten, Marly im Südosten, Valenciennes im Osten und Bruay-sur-l’Escaut im Nordwesten.
|  |  |

## Geschichte
Der Name der Siedlung stammt von Sauve, einem Bischof von Angoulême, der um 800 den Märtyrertod fand. Eine Basilika wurde zu seinem Andenken von Karl dem Großen gestiftet. Im 10. Jahrhundert entstand hier ein benediktinisches Priorat, das im 17. Jahrhundert zur Abtei erhoben wurde. An die lange Steinkohlebergbau-Tradition in Saint-Saulve erinnern noch Reste von Abraumhalden im Norden der Gemeinde, aufgelassene Gleisanlagen sowie der Name Cité Fiévet einer ehemaligen Bergarbeitersiedlung.

## Bevölkerungsentwicklung
| Jahr                       | 1962 | 1968 | 1975 | 1982   | 1990   | 1999   | 2011   | 2021   |
| Einwohner                  | 5602 | 7007 | 8766 | 10.717 | 11.122 | 11.033 | 11.202 | 11.117 |
| Quellen: Cassini und INSEE |      |      |      |        |        |        |        |        |

## Sehenswürdigkeiten
- Kirche Saint-Martin mit Orgel
- Monastère du Carmel de Saint-Saulve (seit 2002 Monument historique)

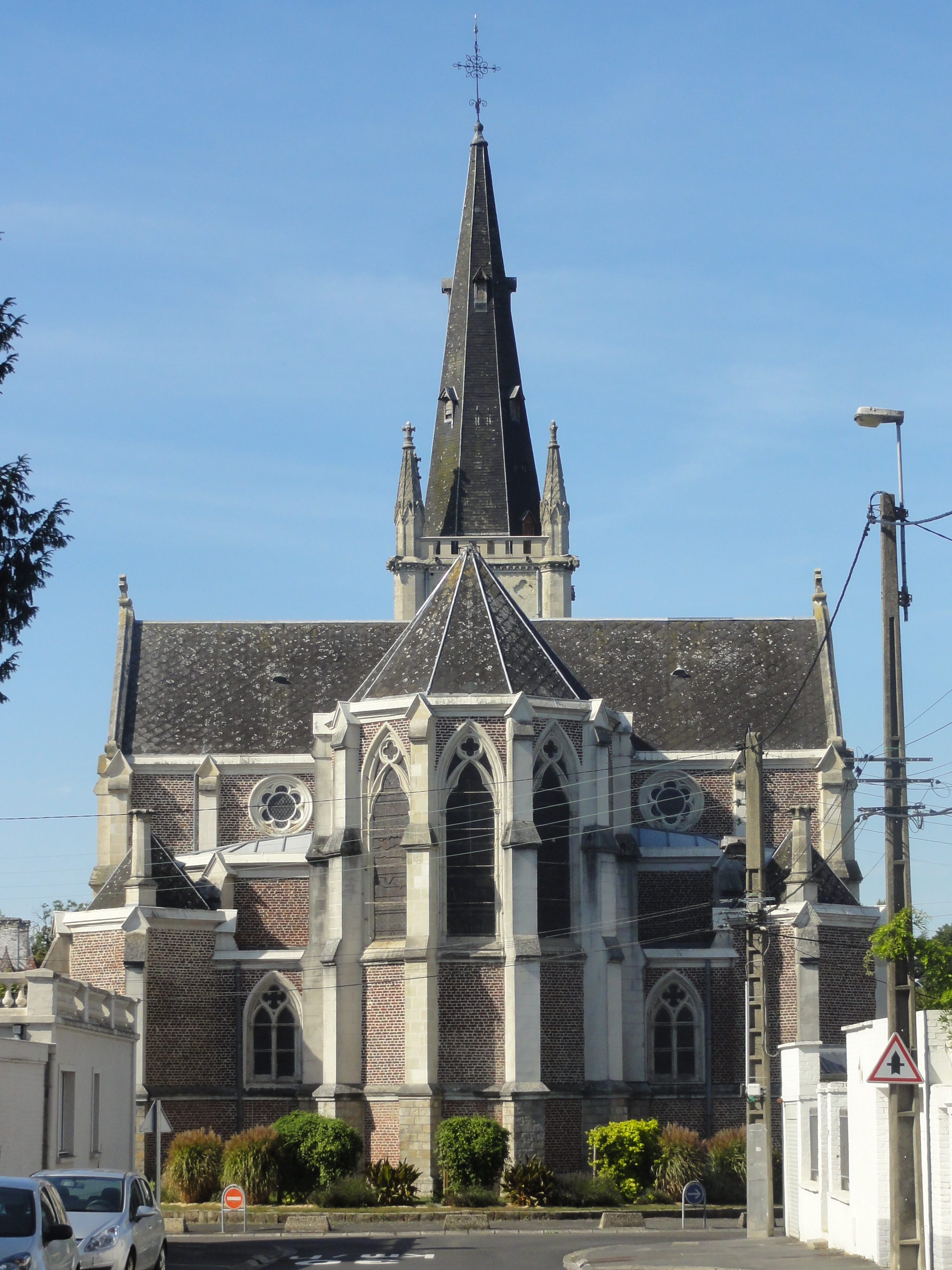
Kirche Saint-Martin
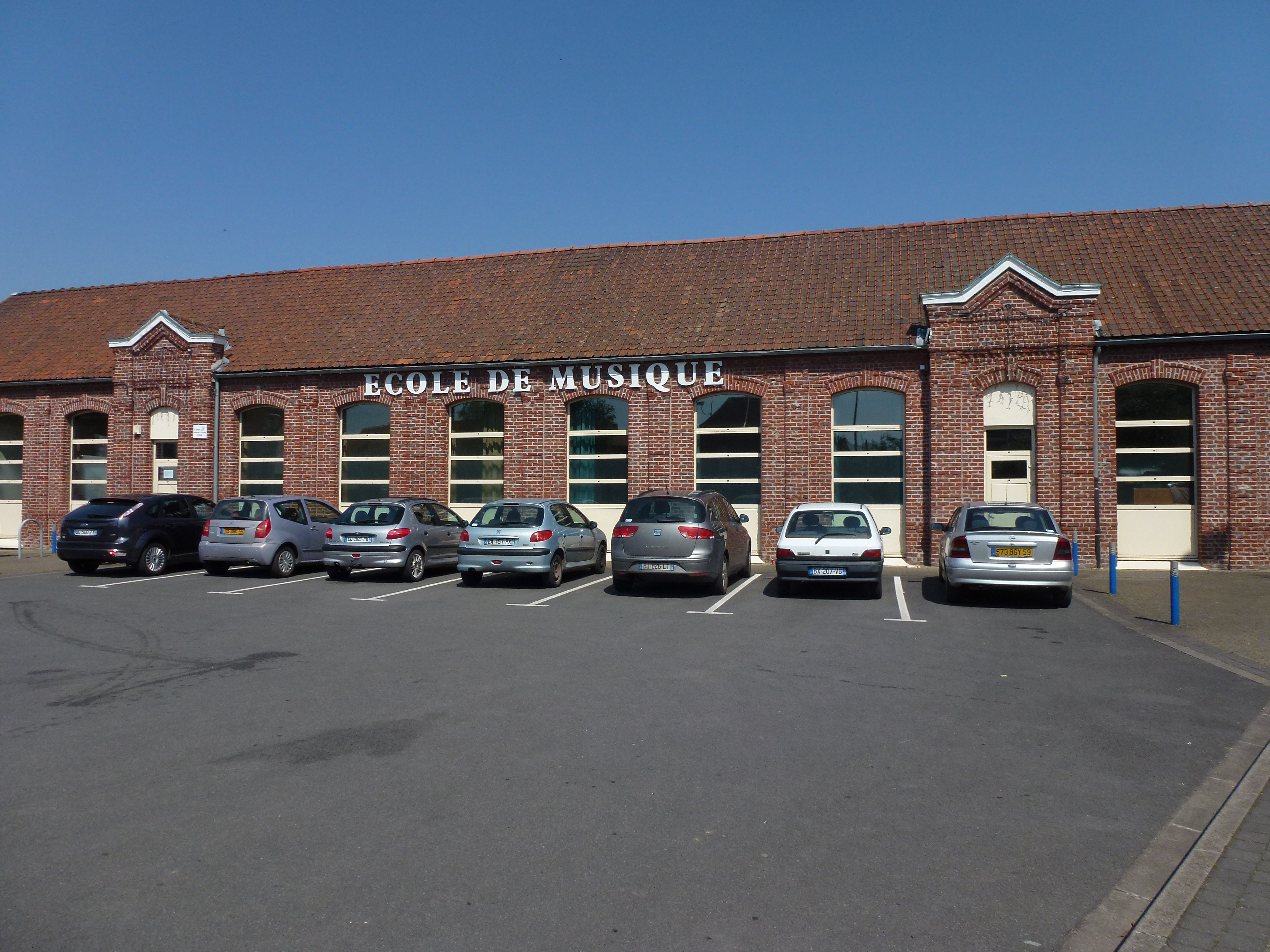
Musikschule
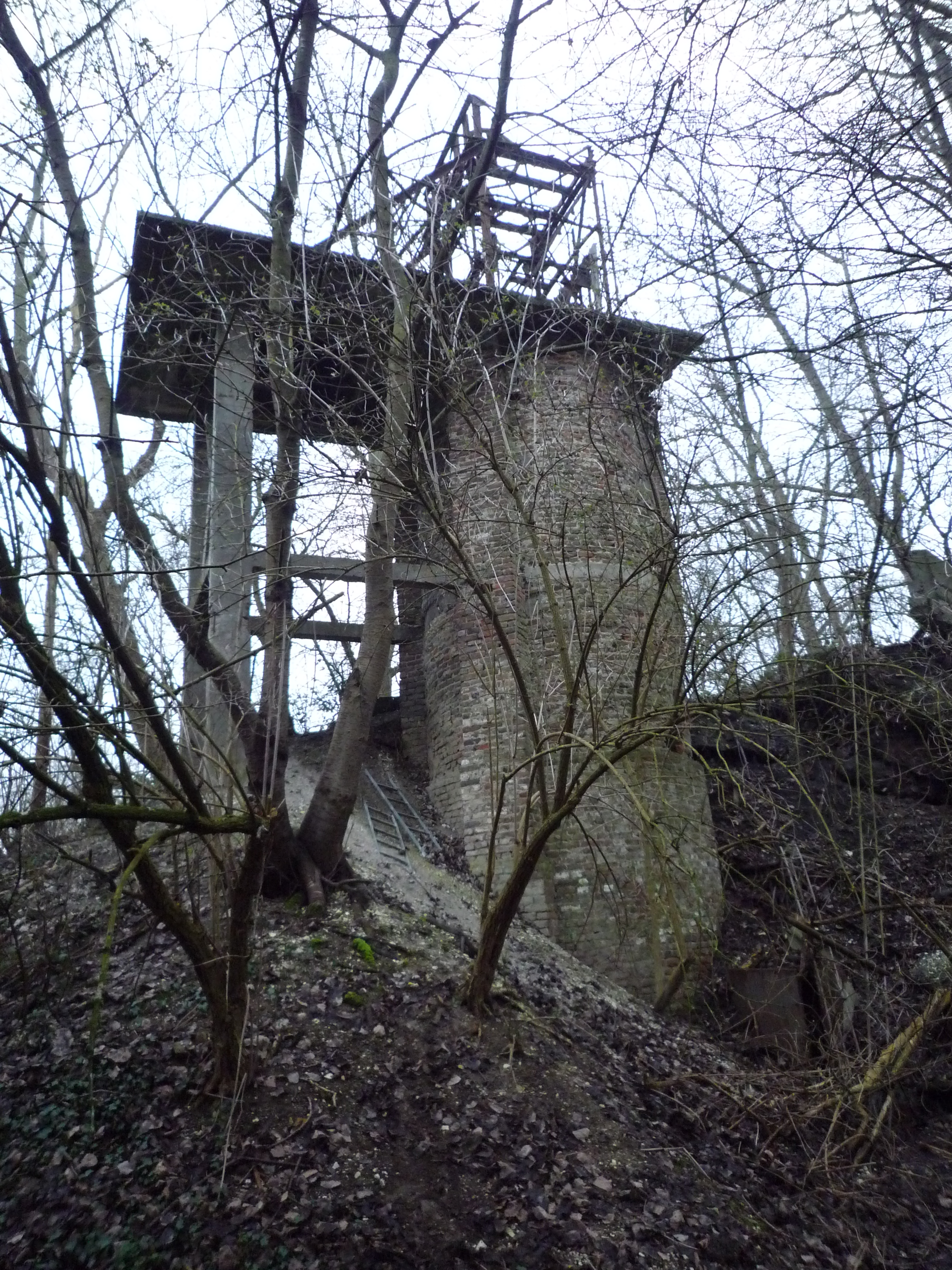
Ehemaliger Bewetterungsturm
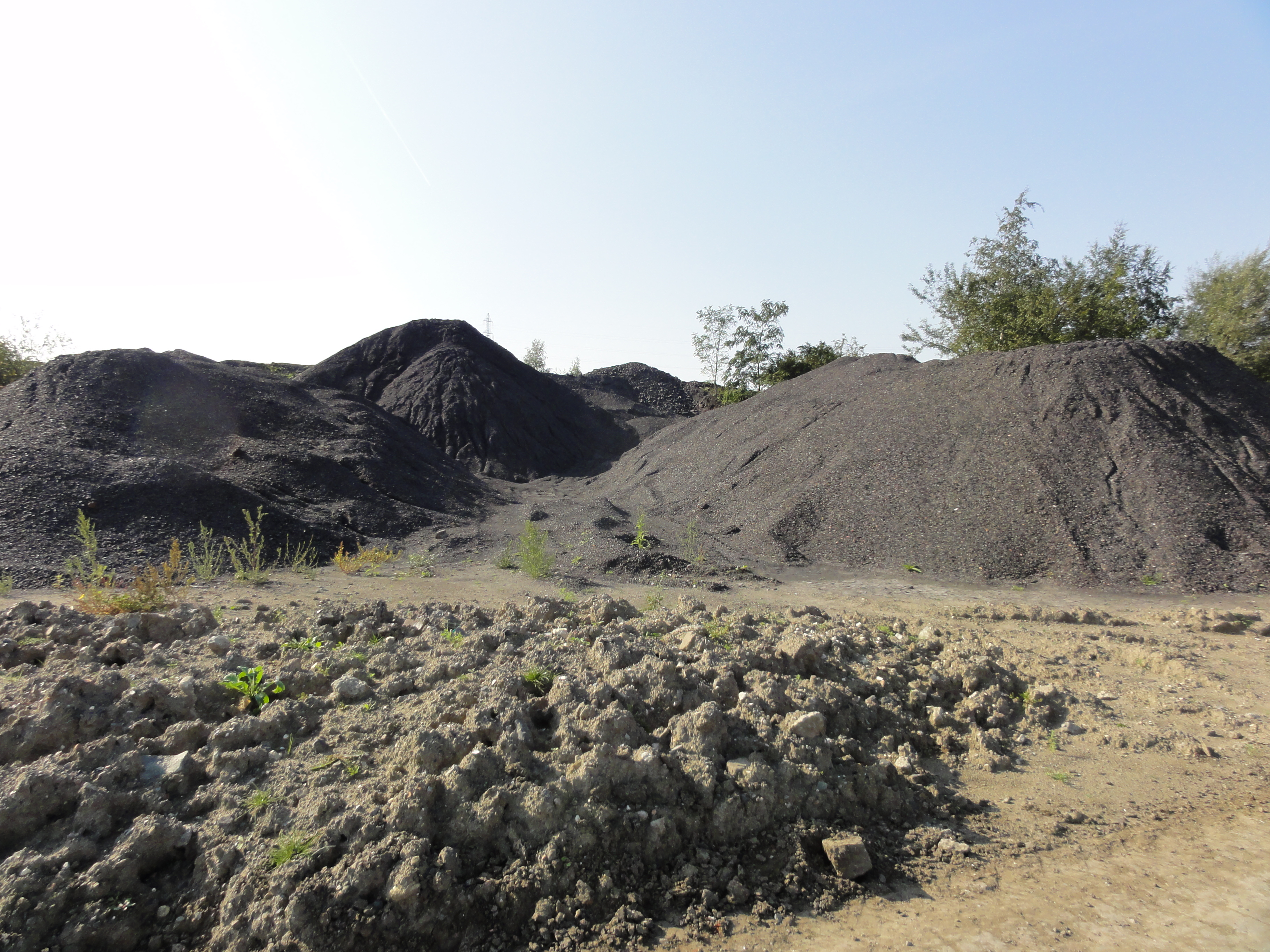
Bergbaufolgelandschaft der ehemaligen Zeche Thiers
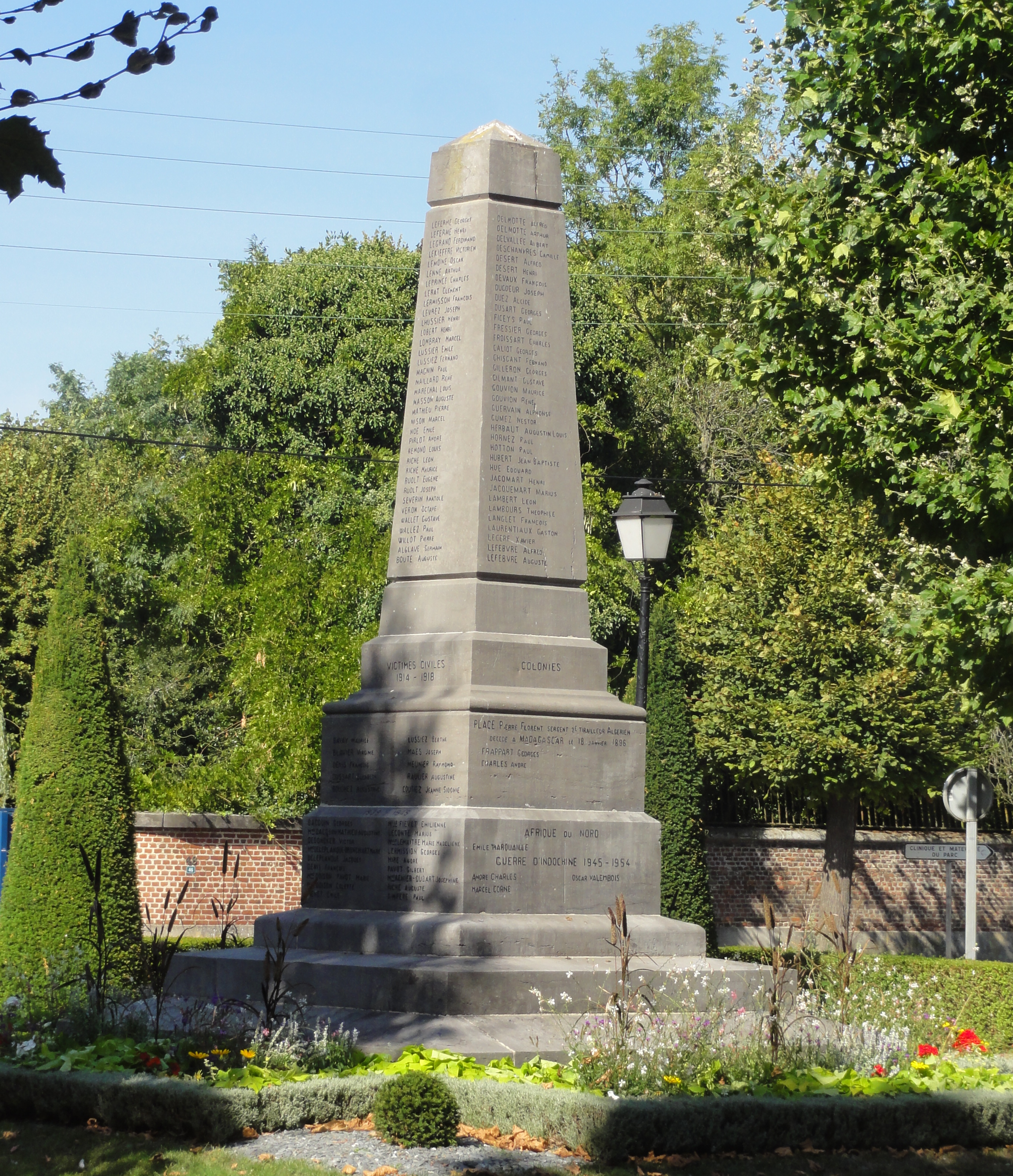
Gefallenendenkmal

## Persönlichkeiten
- Catherine Josephine Duchesnois (1777–1835), Schauspielerin
- Laurent Leroy (* 1976), Fußballspieler
- Jayrôme C. Robinet (* 1977), Autor und Übersetzer
- Cyriaque Louvion (* 1987), Fußballspieler
- Rachel Legrain-Trapani (* 1988), Model
- Mélissa Nkonda (* 1990), franko-algerische Sängerin
- Marion Rousse (* 1991), Radrennfahrerin
- Aymeric Lusine (* 1995), Mittelstreckenläufer
- Kevin Van Den Kerkhof (* 1996), französisch-algerischer Fußballspieler